# La prima cosa bella/Due gocce d'acqua
La prima cosa bella/Due gocce d'acqua è il quinto singolo del gruppo musicale italiano Ricchi e Poveri, pubblicato nel 1970 dalla Apollo (catalogo ZA 55050), che anticipa il loro eponimo album d'esordio del medesimo anno.

## I brani

### La prima cosa bella
La canzone sul lato A è stata scritta da Mogol per il testo e da Nicola Di Bari e Gian Franco Reverberi per la musica. Ha partecipato in gara alla XX edizione del Festival di Sanremo nella doppia interpretazione del cantautore pugliese Nicola Di Bari e dei Ricchi e Poveri, allora gruppo emergente. Inizialmente la RCA Italiana voleva far presentare la canzone a Gianni Morandi in coppia con Nicola Di Bari, che è stato invece affiancato dal quartetto in seguito alla rinuncia dell'interprete bolognese. La canzone si è classificata seconda dietro a Chi non lavora non fa l'amore, proposta nella duplice versione della coppia Celentano-Mori.
La prima cosa bella è una ballata in stile folk: pochi accordi di chitarra per una serenata ("Hai preso la chitarra e suoni per me...") caratterizzata da un testo essenziale avente un ritornello orecchiabile che i Ricchi e Poveri arricchiscono di impasti vocali in stile spiritual.
Una volta diventato un trio, il gruppo incide due nuove versioni del pezzo negli album Buona giornata e... del 1990 e Parla col cuore del 1999.
Nel 2008 la versione originale del quartetto compare nella colonna sonora del film di Paolo Sorrentino Il divo.

#### Il testo
Tale versione presenta anche un cambiamento al testo della prima strofa al fine di poterlo adattare alle voci femminili del gruppo. Infatti il testo viene cantato in seconda persona e dice "Hai preso la chitarra e suoni per me, il tempo di imparare non l'hai e non sai suonare ma suoni per me" invece di "Ho preso la chitarra e suono per te, il tempo di imparare non l'ho non so suonare ma suonare ma suono per te".

### Due gocce d'acqua
La canzone sul lato B, già retro del singolo L'amore è una cosa meravigliosa, verrà anch'essa inclusa nell'album di debutto del quartetto genovese. Si tratta di un brano scritto e composto da Angelo Sotgiu e Franco Gatti, componenti maschili dei Ricchi e Poveri, in collaborazione col cantautore Franco Califano, produttore del disco.

## Tracce

### Lato A
1. La prima cosa bella (Festival di Sanremo 1970) – 3:40 (testo: Mogol – musica: Nicola Di Bari; edizioni musicali RCA)

### Lato B
1. Due gocce d'acqua – 2:51 (Franco Califano, Angelo Sotgiu, Franco Gatti; edizioni musicali Vianello)

## Staff artistico
- Ricchi e Poveri (Angela Brambati, Angelo Sotgiu, Franco Gatti, Marina Occhiena) – voci
- Gian Franco Reverberi – direzione orchestrale (Traccia 1)
- Ruggero Cini – direzione orchestrale (Traccia 2)

## Classifiche

### Posizione massima
| Paese  | Posizione |
| ------ | --------- |
| Italia | 8         |

### Posizione di fine anno
| Paese  | Posizione |
| ------ | --------- |
| Italia | 53        |

## Dettagli pubblicazione
| Paese  | Data | Etichetta | Formato | Nº Catalogo |
| ------ | ---- | --------- | ------- | ----------- |
| Italia | 1970 | Apollo    | 45 giri | ZA 50050    |

Pubblicazione & Copyright: 1970 - Apollo - Roma.

Distribuzione: RCA Italiana - Roma.